# Dând cu babaroasele
„Dând cu babaroasele” (în engleză „Gonna Roll the Bones”) este o nuveletă științifico-fantastică din 1967 scrisă de Fritz Leiber. A apărut prima dată în 1967 în volumul Viziuni periculoase (în engleză Dangerous Visions) editat de Harlan Ellison. În limba română volumul și povestirea au apărut la Editura Trei, în anul 2013.
Povestirea a fost adaptată ca o carte pentru copii, scrisă de Sarah L. Thomson, ilustrată de David Wiesner și publicată în 2004 de Milk and Cookies Press.

## Prezentare
Povestea se concentrează asupra lui Joe Slattermill, un miner sărac, a cărui viață de acasă este o sursă de frustrare fără sfârșit. Soția sa lucrează acasă ca brutar pentru a suplimenta veniturile familiei, în timp ce mama sa în vârstă locuiește cu ei și își exprimă în mod regulat dezaprobarea pentru stilul său de viață. Singura lui „evadare” vine sub forma unor vizite ocazionale la saloanele locale de jocuri de noroc, unde își pierde în mod obișnuit toți banii, se îmbată și are relații sexuale cu prostituate; apoi se întoarce acasă, își bate soția și își petrece noaptea în închisoare. Totuși, la ultima sa ieșire, află că s-a deschis un nou club - „The Boneyard” - și decide să vadă despre ce este vorba.
Joe are o abilitate remarcabilă la aruncarea cu precizie și poate face ca zarurile să arate orice număr dorește atunci când le rostogolește. El folosește acest talent pentru a câștiga câteva mii de dolari înainte de a se confrunta cu „Big Gambler” (Marele Jucător), o figură palidă ascunsă sub o pălărie întunecată și o haină lungă. Acest bărbat îi falimentează pe toți ceilalți jucători cu propria sa abilitate de a arunca cu precizie, iar Joe își pierde toți banii după ce a făcut accidental un dublu-șase. În loc să încheie jocul în acest moment, Marele Jucător se oferă să parieze toate câștigurile sale, plus lumea și toate lucrurile din ea, împotriva vieții și sufletului lui Joe. În acest moment, Joe a început să creadă că are de-a face cu Moartea întrupată.
Joe aruncă zarurile, dar pierde pariul. El se pregătește să se sinucidă lovindu-se de masă, dar își dă seama că aceasta este de fapt o intrare într-un fel de puț adânc, plin de căldură intensă. El se dă peste cap și se lovește de Marele Jucător. Trupul acestuia din urmă se prăbușește la impact, iar Joe este aruncat din club, cu toate că reușește să fure o mână de jetoane de cazino înainte de a se întâmpla acest lucru.
Pe trotuar, el observă că s-a prins de o bucată din craniul Marelui Jucător, care arată suspect de asemănător cu un produs de patiserie. Gustând, își dă seama că este făcut de fapt din pâine.
Jetoanele furate se dovedesc a fi niște azime de împărtășanie, așa cum o demonstrează crucea imprimată pe fiecare dintre ele. Acum, eliberat de influența soției sale și cu un morman de mâncare, se duce acasă „pe drumul lung, în jurul lumii”.

## Primire
Povestirea a primit premiile Hugo și Nebula pentru cea mai bună nuveletă.
Algis Budrys a numit „Dând cu babaroasele” o povestire „destul de eficientă”.

## Legături externe
- en  Istoria publicării lucrării "Dând cu babaroasele" la Internet Speculative Fiction Database

## Vezi și
- 1967 în științifico-fantastic